# Erik Balenciaga Azcue
Erik Balenciaga Azcue, més conegut com a Erik Balenciaga, (Zarautz, 10 de maig de 1993) és un jugador d'handbol basc que juga com a central al Fenix Toulouse HB. Destaca pel fet de ser el jugador més baix de la lliga (1'68 m).
A despit de la seva poca alçada, va destacar amb l'Helvetia Anaitasuna ia la Societat Esportiva Teucro, on va marcar 111 gols en 29 partits la temporada 2015-16 sent el jugador més desequilibrant del conjunt pontevedrenc.
La temporada 2016-17 va arribar a debutar a la Copa EHF en què el seu equip va fer un bon paper.

## Clubs
| Club                  | País    | Any         |
| --------------------- | ------- | ----------- |
| BM Zarautz            | Espanya | 2011 - 2015 |
| SD Teucro             | Espanya | 2015 - 2016 |
| Helvetia Anaitasuna   | Espanya | 2016 - 2018 |
| BM Ciutat de Logronyo | Espanya | 2018-2021 _ |
| Fenix Toulouse HB     | França  | 2021 - Act. |